# Nyugat-Togo
Nyugat-Togo vagy Nyugat-Togoföld Ghána keleti részén, a Togóval határos sávban elhelyezkedő terület, egyfajta szeparatista formáció, amely 2020. szeptember 25-én deklarálta magát függetlennek, de ezt egyetlen állam sem ismerte el a világon. Területének tekinti a Volta és Oti régiókat, valamint az Északi, Északkeleti és Felső-északi régiók keleti felét. A térség függetlenségének ügyét az ENSZ-ben Nem Képviselt Nemzetek és Népek Szervezete (UNPO) 2017 óta napirenden tartja.

## Területe
A több mint húszezer négyzetkilométeres területnek 4 millió lakója van, akiknek zöme az ewe nép tagja.
Határai nyugaton és délen Ghána, keleten Togo, északon Burkina Faso. Tengerparttal nem rendelkezik.

## Története
Togo területét (beleértve Nyugat-Togót) 1884-től részben a Német Birodalom uralta. Az első világháborúban Nagy-Britannia és Franciaország szállták meg, majd a háború végén felosztották a volt német gyarmatot. Nyugat-Togo angol fennhatóság alá került és az 1957-ben függetlenedő Ghána részévé vált, míg Kelet-Togo helyén létrejött a független Togo állam.
Az ENSZ közgyűlése már 1955-ben javasolta a briteknek, hogy tartsanak népszavazását a Brit Togo sorsát illetően még azelőtt, hogy Ghána függetlenné válna. A választásokat 1956. május 9-én megtartották, de a voksoláson csak két lehetőség közül lehetett választani: az egyesülés Ghánával vagy további brit függőség egészen addig, amíg a szomszédos Francia Togo sorsa el nem dől. Az ewék politikusai és szervezetei a Ghánával való egyesülés ellen kampányoltak, illetve úgy gondolták, hogy a Brit és Francia Togónak egyesülnie kéne, mivel ezen a területen az ewék lennének többségben. A voksolás végeredményeként csekély (58%-os) többség a Ghánába való integrálódás mellett döntött. Nyugat-Togo déli részén, ahol az ewék voltak többségben, mintegy 55%-a a szavazóknak a Brit Togo fenntartása mellett szavazott.
Annak ellenére, hogy a választások szabályosságát illetően mind a brit, mind a nyugat-togói fél részéről aggályok merültek fel, ez nem akadályozta meg, hogy a Brit Togo Ghána része legyen.
Nyugat-Togóban több függetlenségi szervezet is létrejött, így a Togoföldi Kongresszus és a Nyugat-Togói Felszabadítási Mozgalom, amelyet 1970-ben törvényen kívül helyeztek.
1973-ben a Volta régióban törzsi vezetők demonstráltak, amit a ghánai erők erőszakos fellépése követett.
A Honi Csoport Szervezet (franciául: Fondation du Groupe d’étude de la Patrie) már 2017-ben próbálta jogi eszközökkel kivívni Nyugat-Togo függetlenségét, de nem járt sikerrel. Az ezt követő három évben több kisebb konfliktus történt a térségben, de a kezdeményező szeparatistákat az esetek többségében nem vonták felelősségre. Időközben a Honi Csoport Szervezet vezetőjét, Emmanuel Agbavor 2019-ben megvádolták, hogy a Volta régióban tevékenykedő fegyveres szeparatisták a Honi Csoporthoz köthetők, ám Agbavor ezt tagadta.

### A függetlenség kikiáltása
2020. szeptember 25-én fegyveres összetűzések robbantak ki a ghánai erők és szeparatisták között a Volta régióban fekvő Észak-Tonguban, ahol követelték a ghánaiak kivonulását. Az ekkor már Charles Kormi Kudzordz vezette Honi Csoport sajtónyilatkozatot tett közzé Nyugat-Togo függetlenné válásáról és olyan táblákat helyeztek ki, amelyen az embereket az újdonsült országban üdvözölték. Az accrai kormány rossz tréfának vette a nyilatkozatot, jóllehet a neves biztonságpolitikai szakértő, Adib Sani fellépést sürgetett.
A függetlenség bejelentését követően folytatódtak a fegyveres összetűzések, amelyek jó néhány személy halálát okozták. A ghánai források szerint a Honi Csoport továbbra is a ghánai biztonsági erők kontrollja alatt áll, továbbá a ghánai elnök, Nana Akufo-Addo tagadta, hogy tárgyalásba kezdett volna a szeparatistákkal.
A környező országok, mint Kamerun aggodalommal figyelik most is a ghánai eseményeket, mivel úgy gondolják, hogy Nyugat-Togo ösztökélő példa lehet az ambazóniai szeparatisták vagy más fegyveres elszakadási mozgalmak számára, ez pedig háborúkhoz, illetőleg polgárháborúkhoz is vezethet.
Kelet-Ghánában (Nyugat-Togóban) a fegyveres konfliktusok még most is zajlanak, de még nem vezettek eszkalációhoz. A szomszédos Togo eddig nem reagált érdemben Nyugat-Togo függetlenségének kikiáltására.

## Lásd még
- Nyugat-togói felkelés